# Keith Caputo
Keith Caputo (New York, 4 dicembre 1973) è un cantante statunitense noto per essere la voce dei Life of Agony.

## Carriera
Caputo fonda i Life of Agony nel 1989 con il chitarrista Joey Z. ed il bassista Alan Robert. Dopo poco tempo viene assoldato anche il batterista Sal Abruscato. Per 4 anni suonano nei locali di New York fino a quando vengono notati e successivamente scritturati dall'etichetta Roadrunner Records che porterà all'uscita del loro primo album River Runs Red. 
Con la stessa etichetta pubblica altri due album (Ugly e Soul Searching Sun) e subito dopo l'uscita del terzo album, nel 1997 Caputo lascia la band per divergenze stilistiche con gli altri membri.

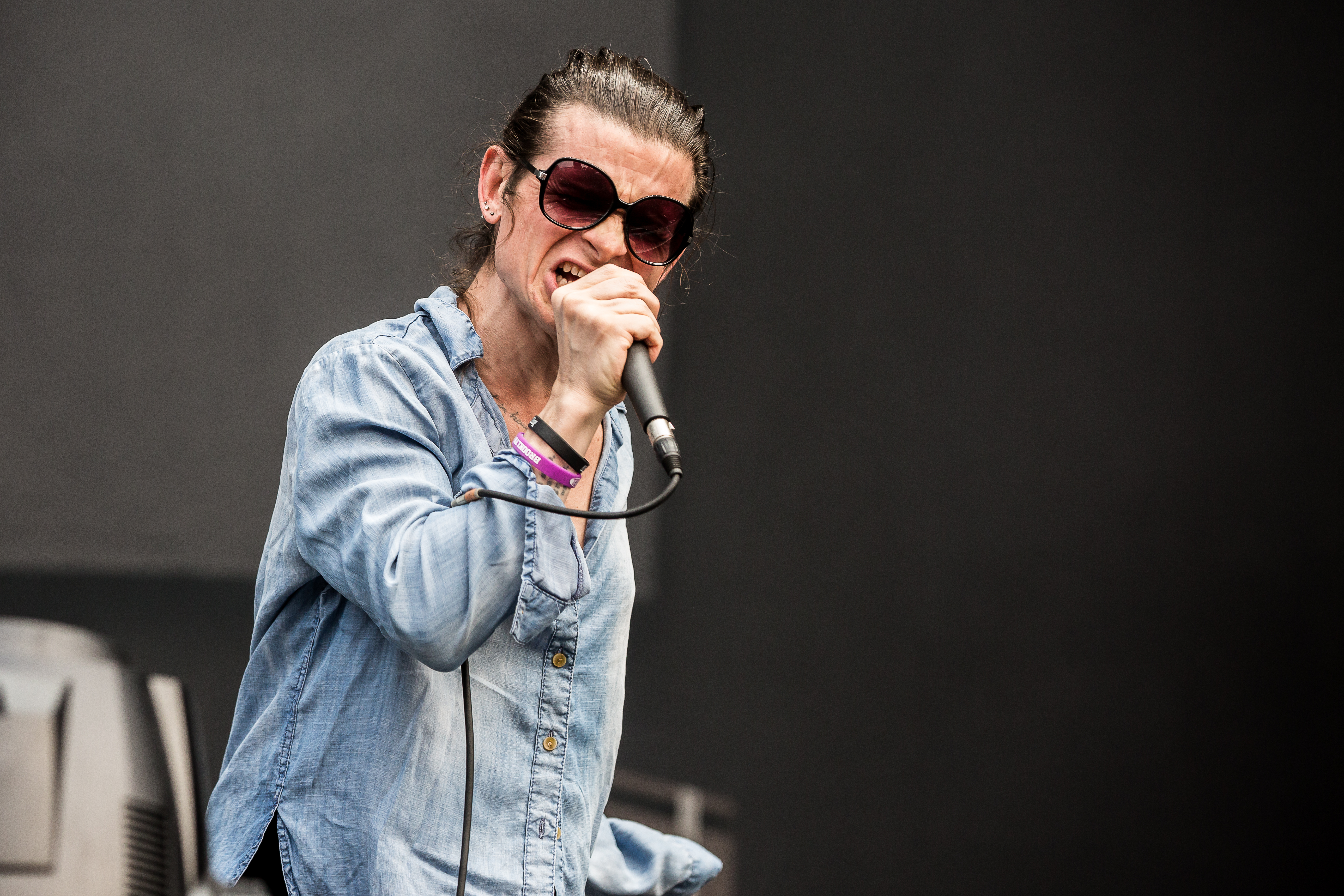
Mina Caputo con i Life of Agony nel 2018

Subito dopo fonda il gruppo Absolute Bloom con i quali registrerà solo qualche demo prima di sciogliersi nel luglio 1998. Più tardi Caputo cercherà di riformare la band brasiliana Freax, riuscendoci e pubblicando con loro un album omonimo nel 2002.
Nel 2003 Caputo fonda un gruppo formato dai musicisti newyorkesi Mike Shaw (basso) e Dan Platt (chitarra) insieme agli olandesi Jochem Van Rooijen (batteria) e Jack Pisters (chitarra solista) con il quale suona live e registra l'album Live Monsters.
Nello stesso anno rientra anche in attività con i Life of Agony per effettuare solo qualche concerto ma la reunion si rivela molto più duratura del previsto tanto da pubblicare due nuovi album ed essere ancora oggi in attività.
Nel 2011 Caputo ha dato inoltre vita ad un side project con Ryan Oldcastle e Michael Shaw chiamato The Neptune Darlings con il quale pubblica nello stesso anno l'album Chestnuts & Fireflies.

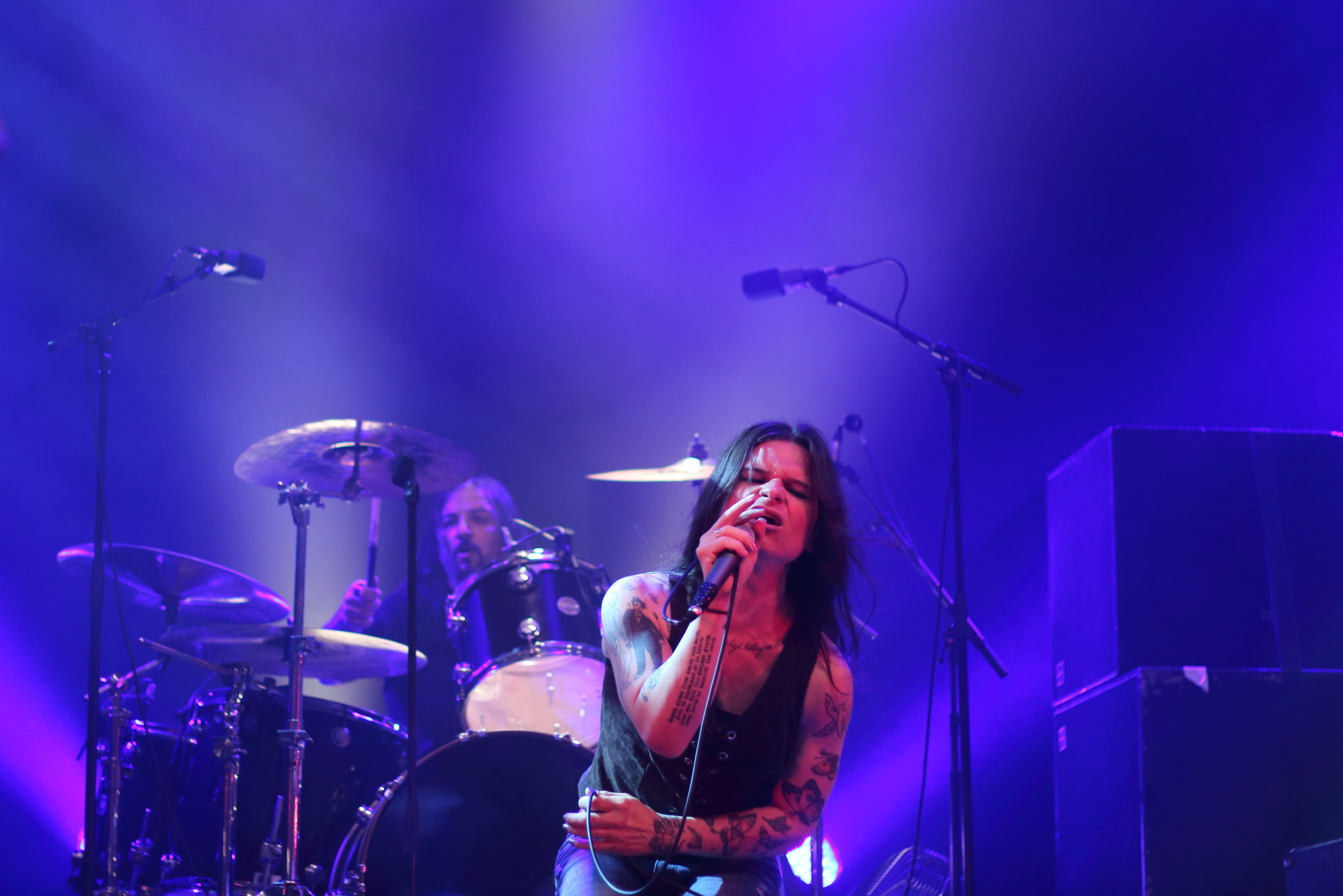
Mina Caputo coi Life of Agony nel 2014

## Vita personale

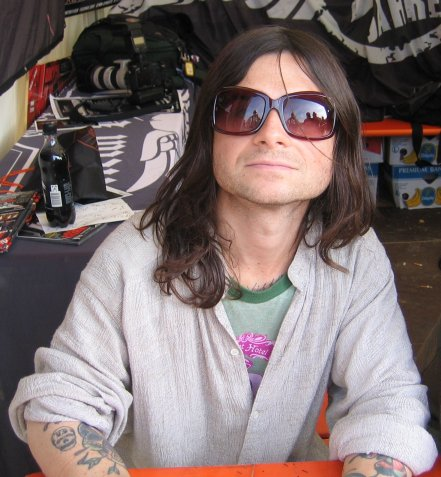
Keith Caputo nel 2009

Nel 2011 Keith Caputo si sottopone a una mastoplastica additiva e prende legalmente il nome di Mina Caputo. Nel 2024 decide di detransizionare, rimuovendo le protesi al seno e ritornando al precedente nome Keith.

## Discografia

### Con i Life of Agony
- River Runs Red (1993)
- Ugly (1995)
- Soul Searching Sun (1997)
- 1989-1999 (1999)
- Unplugged at the Lowlands Festival '97 (2000)
- The Best of Life of Agony (2003)
- River Runs Again: Live (CD/DVD) (2003) (Live)
- Broken Valley (2005)
- A Place Where There's No More Pain (2017)

### Con i Absolute Bloom
- Demo (1998)

### Con i Freax
- Freax (2002)

### Con i The Neptune Darlings
- Chestnuts & Fireflies (2011)

### Solista
- Died Laughing (1999/2000)
- Died Laughing Pure (2000) (versioni acustiche)
- Perfect Little Monsters (2003)
- Live Monsters (2004) (live album)
- Heart's Blood On Your Dawn (2006)
- A Fondness For Hometown Scars (2008)
- Dass-Berdache / Essential Rarities and Demo Cuts (2008)
- Cheat (EP) (2009)
- As Much Truth as One Can Bear (2013)
- Love Hard (2016)

#### Singoli
- "Selfish" (1999)
- "New York City" (2000)
- "Why" (2001)

### Altre apparizioni
- Free Speech (Will Cost You) (con Both Worlds) (1998)
- Tired 'n Lonely - Roadrunner United (voce e piano) (2005)
- What Have You Done & Blue Eyes (con i Within Temptation) (2007)
- And Hell Will Follow Me degli A Pale Horse Named Death (voce e cori)
- IDA (con Gator Bait Ten) (voce) (2014)